# Emily Bevan
Emily Grace Bevan (* 11. August 1982 in Shrewsbury, Shropshire, England) ist eine britische Schauspielerin.

## Leben
Bevan wurde 1982 als jüngstes von vier Kindern in Shrewsbury geboren. Ihre Schauspielausbildung absolvierte sie auf der Central School of Speech and Drama.
Zunächst war Bevan vor allem in kleineren Rollen in Filmen und Fernsehproduktionen zu sehen.
Ihr internationaler Durchbruch gelang Bevan 2013 mit der Rolle des Zombies Amy in der britischen Fernsehserie In the Flesh.  Amy war zuvor an Leukämie gestorben und dankbar für ihre Chance, als Zombie zurückkehren zu dürfen.
2015 stellte Bevan Mary Fairbrother in Ein plötzlicher Todesfall dar, einer dreiteiligen englischen Fernsehserie, die auf dem gleichnamigen Roman von Joanne K. Rowling basiert. Im selben Jahr spielte sie Salit im Bibeldrama The Ark. Salit heiratet Noahs ältesten Sohn Shem (Michael J. Fox), mit dem sie eine eigene Familie gründen und ein Haus bauen möchte. Für den Dreh des Films flog Bevan nach Marokko. Außerdem war Bevan in acht Folgen der Fernsehserie Doc Martin als Psychotherapeutin Dr. Rachel Timoney zu sehen.
Neben ihren Auftritten in Film und Fernsehen ist Beven auch im Theater zu sehen. So spielte sie 2011 beispielsweise The Sea (das Meer) in dem Theaterstück The Old Man and the Sea in den Riverside Studios. Das Theaterstück basiert auf dem Roman Der alte Mann und das Meer von Ernest Hemingway.

## Filmografie (Auswahl)
- 2007: Die Girls von St. Trinian (St. Trinian’s)
- 2013–2014 In the Flesh (Fernsehserie, 9 Folgen)
- 2014: The Last Sparks of Sundown
- 2015: Ein plötzlicher Todesfall (The Casual Vacancy, Miniserie, 3 Folgen)
- 2015: The Ark (Fernsehfilm)
- 2015: Doc Martin (Fernsehserie, 8 Folgen)
- 2015: No Strings (Kurzfilm, auch als Drehbuchautorin)
- 2016: The night before Friday (Kurzfilm, auch als Drehbuchautorin)
- 2016: Shakespeare für Anfänger (The Carer)
- 2016: Crow
- 2017: Grantchester (Fernsehserie, 4 Folgen)
- 2021: Inspector Barnaby (Midsomer Murders, Fernsehserie, 1 Folge)

## Theater
| Jahr | Titel                      | Rolle   | Theater             | Ort                               |
| ---- | -------------------------- | ------- | ------------------- | --------------------------------- |
| 2004 | Swing Fever                | Singer  | Newcastle City Hall | Newcastle, Vereinigtes Königreich |
| 2010 | Plucker                    | Alexis  | Southwark Playhouse | London, Vereinigtes Königreich    |
| 2011 | The Old Man and the Sea    | The Sea | Riverside Studios   | London, Vereinigtes Königreich    |
| 2015 | The Haunting of Hill House | Eleanor | Liverpool Playhouse | Liverpool, Vereinigtes Königreich |